# María Isabel Pallarés Banquells
María Isabel Pallarés Banquells (València, 9 de gener de 1905 - València, 13 de febrer de 1986) va ser una actriu valenciana.

## Biografia
Va desenvolupar la seva carrera fonamentalment sobre els escenaris, si bé va realitzar també incursions en cinema i televisió. El seu pare José Pallarés Iranzo era empresari del Teatre Principal de València, per la qual cosa des de molt joveneta va estar vinculada al món de l'espectacle i la seva mare Isabel Banquells Camilleri.
Va debutar en els teatres de Madrid a la fi de la dècada de 1920, integrant-se primer en la companyia de María Palou i després en la de Josefina Díaz de Artigas (amb la qual estrena Vidas cruzadas, de Jacinto Benavente) i ja el 1929 protagonitzava Cuento de aldea, de Luis Fernández Ardavín. En 1931 va passar a la companyia de Benito Cibrián i Pepita Meliá i el 1934 a la d'Irene López Heredia i Mariano Asquerino. Va estrenar obres dels més reconeguts dramaturgs espanyols del segle XX: Antonio Buero Vallejo, (Madrugada, 1953; Hoy es fiesta, 1956)); Miguel Mihura (La bella Dorotea, 1963); Edgar Neville (La vida en un hilo, 1959); Juan José Alonso Millán (El cianuro... ¿solo o con leche?, 1963) o Alejandro Casona (La tercera palabra, 1965). També va interpretar obras de Jacinto Benavente (La malquerida, 1956) i d'autor estrangers (La calumnia, 1961, de Lillian Hellman; Becket, 1962, i Cita en Senlis, 1963 ambdues de Jean Anouilh).
En la pantalla gran destaca la seva participació en alguns títols de tant èxit comercial com Historias de la radio, ¿Dónde vas, Alfonso XII? o Las chicas de la Cruz Roja.
La seva carrera es va prolongar fins a un any i mig abans de la seva mort, treballant en els seus últims anys en les companyies d'Arturo Fernández i Pedro Osinaga.

## Filmografia
- 1985 Los paraísos perdidos
- 1976 Mauricio, mon amour
- 1975 Duerme, duerme, mi amor
- 1973 La curiosa
- 1971 La casa de los Martínez
- 1969 El ángel
- 1969 El día de mañana
- 1966 Nueve cartas a Berta
- 1962 La reina del Chantecler
- 1961 Despedida de soltero
- 1961 Pecado de amor
- 1959 ¿Dónde vas, Alfonso XII?
- 1959 Camarote de lujo
- 1958 Las chicas de la Cruz Roja
- 1958 Una muchachita de Valladolid
- 1958 El pasado te acusa
- 1956 Los ladrones somos gente honrada
- 1955 Historias de la radio

## Televisió
- Estudio 1
  - Las viejas difíciles (1981)
  - La Venus de Milo (1980)
  - Exiliado (1979)
- Novela
  - Selma Lagerlöf (1974)
- Visto para sentencia
  - La prima Angustias (1971)
- Páginas sueltas
  - El club de los corazones antiguos (1970)
- Remite Maribel
  - La llave de la despensa (1970)
- Teatro de siempre
  - Madrugada (1970)
- Telecomedia de humor
  - Todos somos importantes (1966)

## Premis
Va rebre el premi a la millor actriu secundària pel seu paper a Madrugada als Premis del Sindicat Nacional de l'Espectacle de 1957.